# Сюрень (археология)
Сюрень (от крымскотатарского «Сюйрень») — пещерные стоянки горных охотников каменного века. Расположены у реки Бельбек на северном склоне каньона Внутренней гряды Крымских гор у села Танковое (до 1945 года «Бююк-Сюйрень») Бахчисарайского района Крыма.

## Сюрень-I
Сюрень-I является многослойной стоянкой древнекаменной эпохи в скальном навесе на правом берегу реки Бельбек. Исследовалась в 1879-80, 1926-29 и 1994-97 годах.
Находки представлены многочисленными кремнёвыми и костяными изделиями, подвесками из ракушек моллюсков, фаунистическими остатками и остатками очагов. Здесь представлено 7 отдельных культурно-хронологических эпизодов заселения людьми древнекаменной эпохи этого навеса во временном промежутке между 36—30 и 12—11 тыс. лет назад.
Сюрень I — единственная стоянка в Центральной и Восточной Европе с чёткой стратиграфической последовательностью сначала архаичной ориньякской культуры (с пластинками дюфур подтипа дюфур) и, впоследствии, поздней ориньякской культуры (с микролитами дюфур подтипа рок-де-комб). Это делает её ключевой стоянкой для изучения первоначального распространения ориньяка на территорию Восточной Европы. Микролиты типа дюфур подтипа рок-де-комб использовались около 30 000 некалиброванных л. н. в качестве наконечников стрел. В нижнем слое стоянки Сюрень I найдены 6 украшений-подвесок из ископаемых черноморских раковин Aporrhais pespelicani и 1 украшение из раковины пресноводного моллюска Theodoxus fluviatilis.

## Сюрень-II
Двухслойная стоянка Сюрень-2 отличается от других памятников горнокрымской культуры. Стоянка ранней среднекаменной эпохи свидерского типа подобна памятникам нобельской и смячковской группы Полесской Украины.
Расположена она под навесом Сюрень в долине реки Бальбек. Исследовалась Глебом Бонч-Осмоловским в 1924 и 1925 годах и Е. А. Векиловой в 1954 и 1955 годах. Раскрыта площадь более 200 м2.

### 1-й слой
Верхний слой Сюрень-2 относят к шан-кобинской культуре — финальному этапу ранней среднекаменной эпохи горнокрымской культуры.

### 2-й слой
Нижний слой относится к собственному сюренскому типу. Здесь обнаружено около 180 орудий, нуклеусов и пластин. Нуклеусы ортогональные и ладьевидные. Скребки преимущественно концевые на пластинах. Резцы, реже срединные, срединно-угловые. Второе место по количеству после резцов занимают острия на пластинах, среди которых преобладают ивняковые экземпляры. По мнению Г. Шильда, который обработал эту коллекцию, они тождественны свидерским резцам Польши. В слое обнаружено несколько микролитов геометрических форм четыре сегмента и сегментообразные треугольники и трапеция, а также несколько сегментообразных остриев.
По мнению Е. А. Векиловой, Р. Шильда и Д. Я. Телегина появление 2-го слоя стоянки Сюрень-2 в Крыму, является свидетельством северного вторжения свидерцев. Сходство такому вторжению присутствует в Словакии, Румынии (Чахлеу-Скауне) и Молдове (мыс Селиште над рекой Реут).
Подобные свидерские памятники «сюренского культурного типа» в Крыму присутствуют у Буран-Кая.

#### Происхождение сюренского типа
Местные поздне-древнекаменные памятники Волыни, Подеснения и Крыма, вероятно, не имеют памятников, материальная культура которых могла бы эволюционировать в ранне-среднекаменные памятники культур нобельского-смячковского цикла Украины и Молдовы (Нобель, Смячка, Сюрень-2, Делятин, Чахлеу-Скауне). Единственное объяснение происхождения Свидерских памятников на Украине и в Крыму является продвижение Свидерских охотников из Юго-Восточной Побалтики, которые в свою очередь были древнекаменной миграцией лингбийской культуры из Западной Побалтики.